# James B. Sheffield Olympic Skating Rink
James B. Sheffield Olympic Skating Rink är en konstfrusen isbana för hastighetsåkning på skridskor i Lake Placid. Här avgjordes hastighetsåkning på skridskor vid olympiska spelen 1932 och 1980. Vid 1932 års spel spelades sex av tolv ishockeymatcher här. Under tiden mellan de båda spelen, spelade Lake Placid High School amerikansk fotboll här.
Rinken, belägen vid Lake Placid High School, byggdes som skridskobana för spelen 1932. Här hölls även invignings- och avslutningsceremonierna, och platsen var även start- och målgång för längdskidåkarna och slädhundsracet (demonstrationssport), samt några ishockeymatcher. Tribunen, med plats för 7 500 åskådare, revs efter spelen.
Två veckor efter 1932 års spel, hölls världsmästerskapen samma år. Åren efter spelen användes banan för andra sporter, men inga internationella skridskolopp.
När Lake Placid i oktober 1974 tilldelades olympiska vinterspelen 1980, började man bygga en konstfrusen bana som öppnades sent på hösten 1977, och de första större internationella tävlingarna var sprintvärldsmästerskapen för damer samma säsong.
Under 1980 års spel, då Eric Heiden från USA vann fem guldmedaljer, noterade han världsrekord på 10 000 meter med tiden 14.28,13.
1989 hölls damernas världsmästerskap här i hastighetsåkning på skridskor.

### Fotnoter
1. ↑  ”Arkiverade kopian”. Arkiverad från originalet den 3 mars 2010. https://web.archive.org/web/20100303054414/http://www.whiteface.com/activities/skating.php. Läst 21 februari 2010.
2. 1 2  ”Arkiverade kopian”. Arkiverad från originalet den 5 februari 2010. https://web.archive.org/web/20100205060955/http://www.whiteface.com/facilities/oc.php. Läst 17 februari 2010.
3. ↑  ”Past Elections” (på engelska). Gamesbids. 13 oktober 1974. Arkiverad från originalet den 17 mars 2011. https://www.webcitation.org/5xFvf0ufx?url=http://www.gamesbids.com/eng/past.html. Läst 19 mars 2018.